# David Simbo
David Simbo (Freetown, 28 settembre 1989) è un calciatore sierraleonese, difensore del NEROCA e della Nazionale sierraleonese.

## Carriera

### Club
Simbo cominciò la carriera con la maglia del Mighty Blackpool. Il giocatore arrivò poi in Norvegia nel 2008, chiedendo asilo politico con il nome di Mohammed Sesay. In questo periodo, giocò nel Raufoss e nel 2010 fu tesserato dal Sogndal. Non poté però giocare per quest'ultima squadra, proprio a causa dei problemi legati alla doppia identità. Simbo dovette così tornare in patria.
Di nuovo al Mighty Blackpool, nel 2011 passò in prestito agli svedesi del Motala, mentre nella seconda parte di stagione si trasferì al Trelleborg con la stessa formula. Nel 2012, fu in forza al Bodens. L'anno seguente, fu ingaggiato dagli svedesi del Sandviken.
Nel 2014 passò ai sudanesi dell'Al-Hilal Omdurman.

### Nazionale
Nel 2010 debuttò per la Sierra Leone.

## Statistiche

### Presenze e reti nei club
| Stagione        | Squadra               | Campionato      | Campionato | Campionato | Coppe nazionali | Coppe nazionali | Coppe nazionali | Coppe continentali | Coppe continentali | Coppe continentali | Altre coppe | Altre coppe | Altre coppe | Totale | Totale |
| Stagione        | Squadra               | Comp            | Pres       | Reti       | Comp            | Pres            | Reti            | Comp               | Pres               | Reti               | Comp        | Pres        | Reti        | Pres   | Reti   |
| --------------- | --------------------- | --------------- | ---------- | ---------- | --------------- | --------------- | --------------- | ------------------ | ------------------ | ------------------ | ----------- | ----------- | ----------- | ------ | ------ |
| 2018-2019       | Adana Kiremithanespor | BAL             | 16         | 2          | -               | -               | -               | -                  | -                  | -                  | -           | -           | -           | 16     | 2      |
| feb.-giu.2022   | Gokulam Kerala        | IL              | 0          | 0          | -               | -               | -               | AFC Cup            | 0                  | 0                  | DC          | -           | -           | 0      | 0      |
| 2022-2023       | NEROCA                | IL              | 21         | 0          | SC              | 0               | 0               | -                  | -                  | -                  | DC          | 2           | 0           | 23     | 0      |
| 2023-2024       | NEROCA                | IL              | 0          | 0          | FC              | 0               | 0               | -                  | -                  | -                  | -           | -           | -           | 0      | 0      |
| Totale NEROCA   | Totale NEROCA         | Totale NEROCA   | 21         | 0          |                 | 0               | 0               |                    | -                  | -                  |             | 2           | 0           | 23     | 0      |
| Totale carriera | Totale carriera       | Totale carriera | 37         | 2          |                 | 0               | 0               |                    | 0                  | 0                  |             | 2           | 0           | 39     | 2      |

### Cronologia presenze e reti in nazionale
| Cronologia completa delle presenze e delle reti in nazionale ― Sierra Leone | Cronologia completa delle presenze e delle reti in nazionale ― Sierra Leone | Cronologia completa delle presenze e delle reti in nazionale ― Sierra Leone | Cronologia completa delle presenze e delle reti in nazionale ― Sierra Leone | Cronologia completa delle presenze e delle reti in nazionale ― Sierra Leone | Cronologia completa delle presenze e delle reti in nazionale ― Sierra Leone | Cronologia completa delle presenze e delle reti in nazionale ― Sierra Leone | Cronologia completa delle presenze e delle reti in nazionale ― Sierra Leone |
| Data                                                                        | Città                                                                       | In casa                                                                     | Risultato                                                                   | Ospiti                                                                      | Competizione                                                                | Reti                                                                        | Note                                                                        |
| --------------------------------------------------------------------------- | --------------------------------------------------------------------------- | --------------------------------------------------------------------------- | --------------------------------------------------------------------------- | --------------------------------------------------------------------------- | --------------------------------------------------------------------------- | --------------------------------------------------------------------------- | --------------------------------------------------------------------------- |
| 6-9-2015                                                                    | Port Harcourt                                                               | Sierra Leone                                                                | 0 – 0                                                                       | Costa d'Avorio                                                              | Qual. Coppa d'Africa 2019                                                   | -                                                                           |                                                                             |
| 25-3-2016                                                                   | Franceville                                                                 | Gabon                                                                       | 2 – 1                                                                       | Sierra Leone                                                                | Amichevole                                                                  | -                                                                           |                                                                             |
| 28-3-2016                                                                   | Freetown                                                                    | Sierra Leone                                                                | 1 – 0                                                                       | Gabon                                                                       | Amichevole                                                                  | -                                                                           |                                                                             |
| 4-6-2016                                                                    | Freetown                                                                    | Sierra Leone                                                                | 1 – 0                                                                       | Sudan                                                                       | Qual. Coppa d'Africa 2019                                                   | -                                                                           | 60’                                                                         |
| 3-9-2016                                                                    | Bouaké                                                                      | Costa d'Avorio                                                              | 1 – 1                                                                       | Sierra Leone                                                                | Qual. Coppa d'Africa 2019                                                   | -                                                                           |                                                                             |
| 10-6-2017                                                                   | Freetown                                                                    | Sierra Leone                                                                | 2 – 1                                                                       | Kenya                                                                       | Qual. Coppa d'Africa 2019                                                   | -                                                                           |                                                                             |
| 9-9-2018                                                                    | Auasa                                                                       | Etiopia                                                                     | 1 – 0                                                                       | Sierra Leone                                                                | Qual. Coppa d'Africa 2019                                                   | -                                                                           |                                                                             |
| Totale                                                                      |                                                                             | Presenze                                                                    | 7                                                                           |                                                                             | Reti                                                                        | 0                                                                           |                                                                             |

## Palmarès

### Club

#### Competizioni nazionali
- I-League: 1

Gokulam Kerala: 2021-2022